# Phytocoris schuylkillensis
Phytocoris schuylkillensis är en insektsart som beskrevs av Henry 1974. Phytocoris schuylkillensis ingår i släktet Phytocoris och familjen ängsskinnbaggar. Inga underarter finns listade i Catalogue of Life.